# Stephanopis armata
Stephanopis armata är en spindelart som beskrevs av Ludwig Carl Christian Koch 1874. Stephanopis armata ingår i släktet Stephanopis och familjen krabbspindlar.
Artens utbredningsområde är Queensland. Inga underarter finns listade i Catalogue of Life.